# Neolitsea pingbienensis
Neolitsea pingbienensis är en lagerväxtart som beskrevs av Yen C. Yang & P.H. Huang. Neolitsea pingbienensis ingår i släktet Neolitsea och familjen lagerväxter. Inga underarter finns listade i Catalogue of Life.